# 北津站
北津站是一个横南线上的铁路车站，位于福建省建瓯市北津，建于1996年，目前为四等站，邮政编码为353100。目前不办理客、货运营业。